# Piatto da pompa

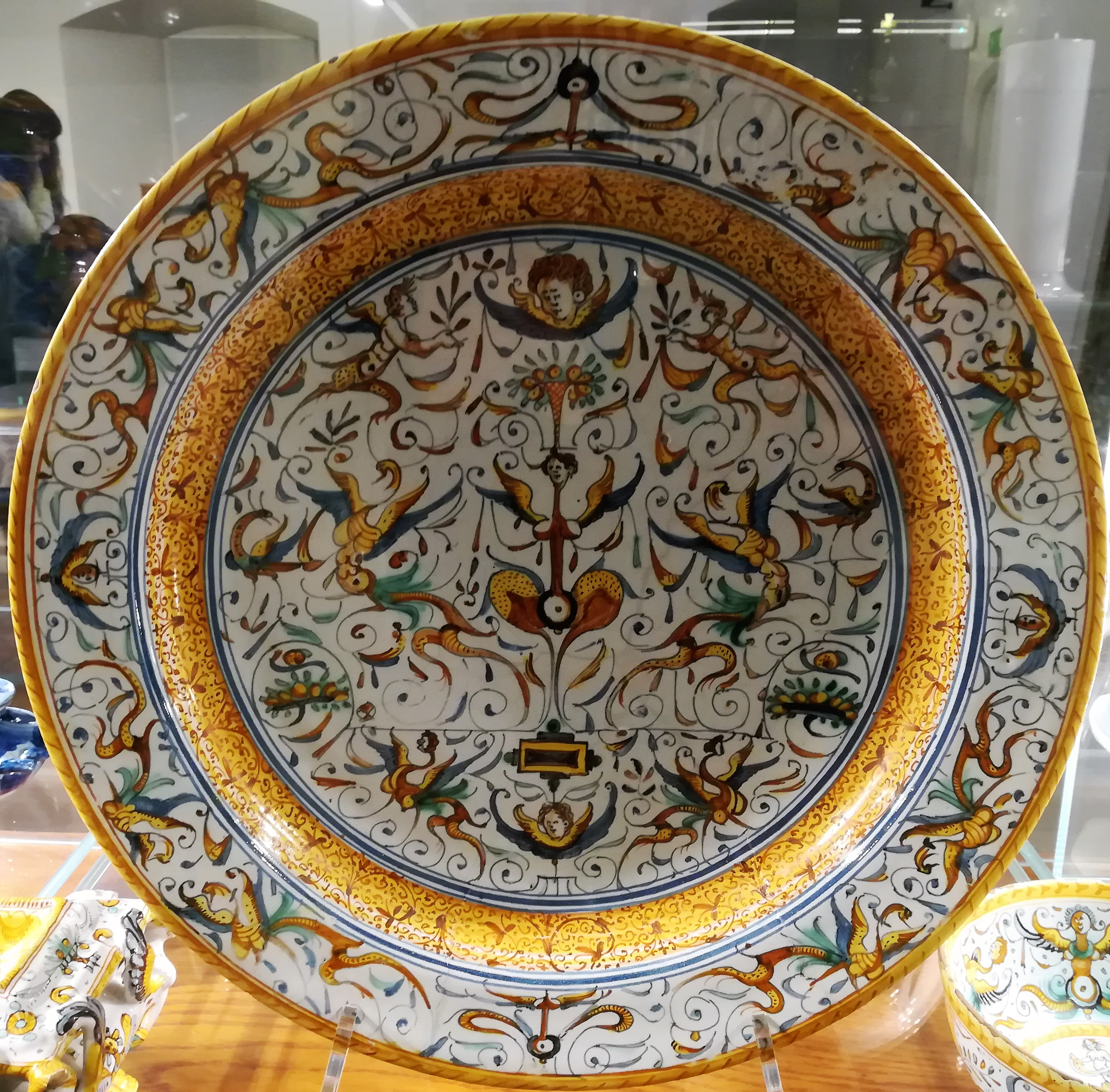
Majolikowy piatto da pompa z zakładu Patanazzich z Urbino (około 1580-1600) w zbiorach Muzeum Sztuk Użytkowych w Poznaniu

Piatto da pompa (także: piatto da parata) – typ włoskiego, renesansowego talerza dekoracyjnego o bogatym zdobieniu z obu stron.
Najczęściej mojolikowe lub szklane, talerze typu piatto da pompa miały m.in. funkcję dekoracyjną i służyły do ozdabiania pokoi w zamożnych domach. Jednocześnie należały też do obiektów kolekcjonerskich, o czym świadczy umieszczenie zdobień z dwóch stron, a zatem przeznaczenie do oglądania nie tylko strony użytkowej. W najbardziej zamożnych domach na przełomie XV i XVI wieku talerze tego typu wykorzystywano nawet użytkowo, głównie podczas wystawnych uczt o wysokiej randze. Oprócz motywów roślinnych niektóre z talerzy zdobione były portretami postaci.